# Iso-Hölö
Iso-Hölö este o arie protejată (arie specială de conservare — SAC, sit de importanță comunitară — SCI, arie de protecție specială avifaunistică — SPA) din Finlanda întinsă pe o suprafață de 941 ha, integral pe uscat.

## Localizare
Centrul sitului Iso-Hölö este situat la coordonatele 60°54′50″N 21°56′19″E / 60.9139°N 21.9386°E.

## Înființare
Situl Iso-Hölö a fost declarat sit de importanță comunitară în august 1998 pentru a proteja 20 de specii de animale. Alte tipuri de protecție:
- arie de protecție specială avifaunistică (în august 1998)[2]
- arie specială de conservare (în aprilie 2015)[1][3][4]

## Biodiversitate
Situată în ecoregiunea boreală, aria protejată conține 6 habitate naturale: Lacuri și iazuri distrofice naturale, Turbării active, Mlaștini turboase de tranziție și turbării mișcătoare, Pante stâncoase silicioase cu vegetație casmofită, Taiga vestică, Mlaștini împădurite.
La baza desemnării sitului se află mai multe specii protejate:
- păsări (19): gâscă de semănătură (Anser fabalis), cocoșul de mesteacăn (Bonasa bonasia), șorecarul comun (Buteo buteo), bătăuș (Calidris pugnax), caprimulg (Caprimulgus europaeus), lebădă de iarnă (Cygnus cygnus), ciocănitoare neagră (Dryocopus martius), Emberiza rustica, șoimul rândunelelor (Falco subbuteo), vânturel roșu (Falco tinnunculus), cocor (Grus grus), codobatura galbenă (Motacilla flava), ciocănitoare verzuie (Picus canus), ploier auriu (Pluvialis apricaria), rață cârâitoare (Spatula querquedula), huhurezul mic (Strix uralensis),  cocoș de munte (Tetrao urogallus), fluierar de mlaștină (Tringa glareola), fluierarul cu picioare roșii (Tringa totanus)
- mamifere (1): veveriță zburătoare siberiană (Pteromys volans)

Pe lângă speciile protejate, pe teritoriul sitului au mai fost identificate 1 specie de păsări.